# Kalophrynus kiewi
Kalophrynus kiewi é uma espécie de anfíbio anuro da família Microhylidae. O seu estado de conservação ainda não foi avaliado pela Lista Vermelha da UICN. Está presente na Malásia.